# Sabicea erecta
Sabicea erecta är en måreväxtart som beskrevs av Henry Hurd Rusby. Sabicea erecta ingår i släktet Sabicea och familjen måreväxter.
Artens utbredningsområde är Bolivia. Inga underarter finns listade i Catalogue of Life.